# Obélisque méridien de Naples

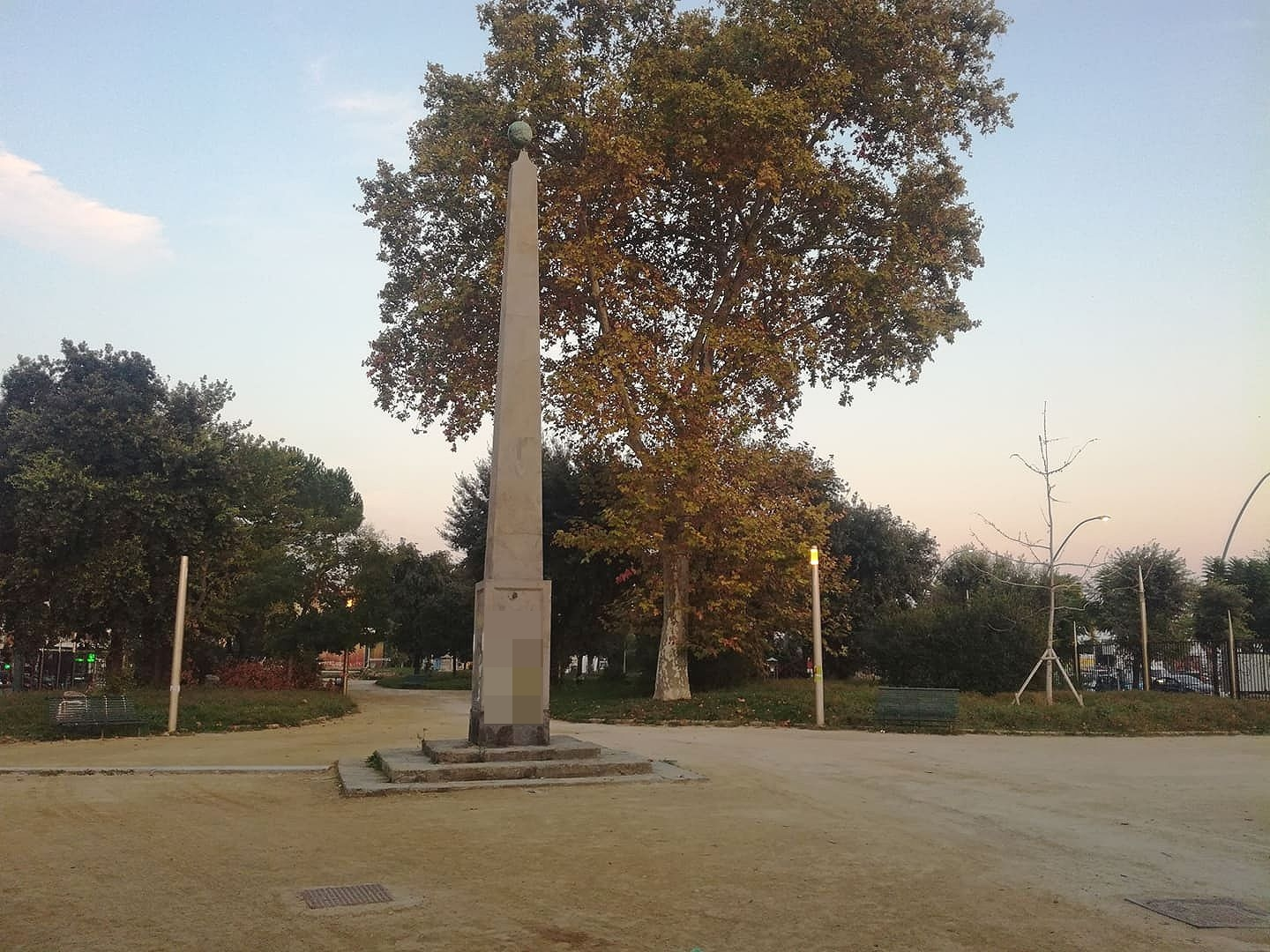
L'obélisque méridien

L'Obélisque méridien (ou obélisque du cadran solaire), à l'origine Gnomon du méridien, est l'un des obélisques de Naples.

## Description
Situé dans la Villa Comunale (anciennement Villa Reale), il fait partie de la trentaine d'anciens cadrans solaires de la ville (les autres sont : ceux de l'église des Girolamini, celui du complexe de la basilique de la Santissima Annunziata Maggiore, celui du Musée Archéologique National, etc).
Sa construction a accompagné les travaux accomplis au XVIIIè siècle dans le jardin.
La structure se distingue par sa grande simplicité, technique et artistique: elle ne comporte pas en effet, les classiques devises en Latin ou en italien.
L'obélisque a une hauteur d'environ 15 mètres, et a été construit en piperno.